# Bhadohi
Bhadohi là một thành phố và là nơi đặt ban đô thị (municipal board) của quận Sant Ravidas Nagar thuộc bang Uttar Pradesh, Ấn Độ.

## Địa lý
Bhadohi có vị trí 25°25′B 82°34′Đ / 25,42°B 82,57°Đ Nó có độ cao trung bình là 85 mét (278 foot).

## Nhân khẩu
Theo điều tra dân số năm 2001 của Ấn Độ, Bhadohi có dân số 74.439 người. Phái nam chiếm 53% tổng số dân và phái nữ chiếm 47%. Bhadohi có tỷ lệ 57% biết đọc biết viết, thấp hơn tỷ lệ trung bình toàn quốc là 59,5%: tỷ lệ cho phái nam là 67%, và tỷ lệ cho phái nữ là 47%. Tại Bhadohi, 18% dân số nhỏ hơn 6 tuổi.